# Merlin (sæson 3)
Sæson tre af Merlin begyndte den 11. september 2010. Sæson tre havde hovedrolleindehaverne med, som omfatter Colin Morgan, Bradley James, Katie McGrath, Angel Coulby, Anthony Head, og Richard Wilson samt Emilia Fox. John Hurt påtog sin tidligere rolle som stemme for den Store Drage, men var ikke længere et af de regelmæssige skuespillere (selvom han fortsatte med at lave åbningensindtalingen for serien). Sæson tre består af 13 episoder. 
Sæsonen var bemærkelsesværdig for ændringen i karakteren Morgana fra at være den sympatiske heltinde i de to første sæsoner til at være skurken i sæson 3, som er i overensstemmelse med legenden hvor Morgana er Merlins nemesis i legenderne om kong Arthur.
BBC fornyede officielt showet med en sæson 4 den 10. oktober 2010.

## Medvirkende
| Skuespiller    | Rolle           | Noter                         |
| -------------- | --------------- | ----------------------------- |
| Colin Morgan   | Merlin          | Hovedperson (troldmand)       |
| Katie McGrath  | Morgana         | Uthers myndling               |
| Bradley James  | Arthur          | Kronprins af Camelot          |
| Angel Coulby   | Gwen            | Tjenestepige på Camelot       |
| Anthony Head   | Uther Pendragon | Konge af Camelot              |
| Richard Wilson | Gaius           | Hoflæge                       |
| John Hurt      | Den Store Drage | Hurt lægger stemme til dragen |
| Emilia Fox     | Morgause        | Morgana's halvsøster          |

### Tilbagevendende
| Skuespiller      | Rolle                | Noter                     |
| ---------------- | -------------------- | ------------------------- |
| Rupert Young     | Sir Leon             | Ridder af Camelot         |
| Tom Ellis        | Kong Cenred          | Fjende af Camelot         |
| Michael Cronin   | Geoffrey af Monmouth | Bibliotekar               |
| Eoin Macken      | Gwaine               | Omrejsende                |
| Adetomiwa Edun   | Elyan                | Gwens bror                |
| Alice Patten     | Ygraine              | Arthurs mor/Uthers hustru |
| Laura Donnelly   | Freya                | Forbandet druidepige      |
| Santiago Cabrera | Lancelot             | Omrejsende                |
| Tom Hopper       | Percival             | Omrejsende                |

### Gæstestjerner
| Skuespiller      | Rolle        | Noter                                             |
| ---------------- | ------------ | ------------------------------------------------- |
| Mark Williams    | Goblin       | Goblin                                            |
| Karl Johnson     | Taliesin     | Gammel troldmand                                  |
| Miriam Margolyes | Grunhilda    | Sidhe                                             |
| Georgia King     | Elena        | Prinsesse. Datter af Lord Godwyn - Ven af Camelot |
| Simon Williams   | Lord Godwyn  | Konge - Ven af Camelot                            |
| Warwick Davis    | Grettir      | Vogter af en gammel bro                           |
| Donald Sumpter   | Fiskerkongen | Gammel troldmand                                  |
| Pauline Collins  | Alice        | Gaius forlovede (engang) - (troldkvinde)          |
| Eddie Marsan     | Manticore    | Ondt væsen                                        |
| Harry Melling    | Gilli        | Troldmand                                         |
| Ralph Ineson     | Jarl         | Slavehandler                                      |

## Episoder
| Nr. i serie | Nr. i sæson | Titel                                   | Instrueret af   | Skrevet af     | Oprindelig visningsdato | UK seere (i millioner) | Resumé |
| ----------- | ----------- | --------------------------------------- | --------------- | -------------- | ----------------------- | ---------------------- | --- |
| 27          | 1           | "The Tears of Uther Pendragon (Part 1)" | Jeremy Webb     | Julian Jones   | 11. september 2010      | 6.49                   | Da Morgana vender tilbage, finder Merlin ud af, at hun er i ledtog med Morgause og er en del af en plan om at gøre Uther sindssyg med hjælp fra en Mandrake Root og King Cendred. |
| 28          | 2           | "The Tears of Uther Pendragon (Part 2)" | Jeremy Webb     | Julian Jones   | 18. september 2010      | 6.06                   | Da Morgana og Morgause erklære krig, befinder folk i Camelot sig bag slottets mure, mens den frygtelige kamp opstår. Morgana rejser en hær af de døde, og Merlin forsøger at besejre hende, samtidig med at holde hans magi som en hemmelighed. |
| 29          | 3           | "Goblin's Gold"                         | Jeremy Webb     | Howard Overman | 25. september 2010      | 6.22                   | Efter at have humpet gennem et hemmeligt kammer, opdager Merlin en mystisk trold der søger efter guld. Han uforvarende frigiver den, og den tager kontrol over Gaius. Trolden forårsager alle former for fortræd og Merlin er desperat for at finde en måde at befri Gaius på. |
| 30          | 4           | "Gwaine"                                | David Moore     | Julian Jones   | 2. oktober 2010         | 6.42                   | Merlin og Arthur befinder sig i undertal i en kamp, men en gådefuld ung mand hjælper dem med at vinde. Mandens navn er Gwaine og han risikerer sit eget liv for at beskytte Arthur, men i løbet af sin heltegerning er han blevet alvorligt såret. Prinsen beslutter at tage ham med tilbage til Camelot, hvor han kunne blive helbredt med Gaius' hjælp. Men to skrupelløse riddere laver et plot om at myrde prinsen. |
| 31          | 5           | "The Crystal Cave"                      | Alice Troughton | Julian Jones   | 9. oktober 2010         | 6.36                   | En gammel troldmand viser Merlin en vision for den nærmeste fremtid, hvor Morgana dræber Uther. Om natten går Morgana ud for at møde Morgause. Bekymret for, at Uther bliver sindssyg igen, smækker Merlin døren, hvilket gør at en fakkel falder nær Morgana, og hun falder ned af trappen. Morgana får skader på hovedet, og kan ikke helbredes. Merlin opdager den ekstreme sorg, som Arthur og Uther føler på grund af Morganas forestående død, og beslutter, at han skal redde hende. Da Merlin tvinger den Store Drage til at hjælpe med at redde Morgana, hvilket får hende til at blive mere vred end før. Hun havde hørt, da Uther fortalte Gaius at Uther var Morganas far. Hun er fast besluttet på at dræbe Uther på en stormfuld nat. |
| 32          | 6           | "The Changeling"                        | David Moore     | Lucy Watkins   | 16. oktober 2010        | 6.40                   | Uther har forlovet Arthur med prinsesse Elena, som ankommer til Camelot. Elena er ikke fin og Arthur kan ikke lide hende. Desuden er hendes barnepige arbejder Grunhilda for Sidhes ældste for at bruge Arthurs ægteskab til overtage Camelot. Merlin finder ud af, at Elena er besat af en Sidhe (udtales "Shee"), og derefter må Merlin og Gaius kæmpe mod Grunhilda til befri Elena fra Sidhe. Men da de er ved at gifte sig, Arthur aflyser brylluppet, og siger, at ingen af de to elsker hinanden. |
| 33          | 7           | "The Castle of Fyrien"                  | David Moore     | Jake Michie    | 23. oktober 2010        | 6.82                   | Gwen bliver kidnappet en nat da hun er på vej hjem fra slottet. Morgana ses smilende, hvilket indikerer at hun havde noget at gøre med kidnapningen. Merlin går til Gwens hus for at se, hvor hun er (for Arthur), og indser, at hun er blevet taget til fange. Gwen er blevet fanget af den uhyggelige Cenred med hjælp fra Morgause og Morgana, og er taget til slottet Fyrien. Der møder hun hendes fremmedgjorte bror Elyan og de har en hurtig genforening. Cenred siger at Gwen skal vende tilbage til Camelot og bringe ham Merlin og Arthur, eller han vil dræbe Elyan. Merlin finder ud af om Cenred, og Arthur, Merlin og Gwen laver en plan for at redde Elyan. Tingene bliver kompliceret, da Morgana siger, at hun kommer til at redde Elyan med gruppen. Hun saboterer deres planer ved at tage en hemmelig indgang til slottet. I sidste ende, selv om Morgana forsøger at ødelægge deres flugt, undslipper gruppen sammen med Elyan og når Camelot. |
| 34          | 8           | "The Eye of the Phoenix"                | Alice Troughton | Julian Jones   | 30. oktober 2010        | 6.92                   | Arthur begiver sig ud på en mission for at hente den gyldne Trident fra Fiskerkongens Realm. Men hvad der er ukendt for Arthur, er at Morgana og Morgause har udtænkt en smart plan om at holde ham fra nogensinde at vende tilbage til Camelot. Endnu en gang skal Merlin (denne gang med hjælp fra Gwaine) forpurre planerne for søstrene. |
| 35          | 9           | "Love in the Time of Dragons"           | Alice Troughton | Jake Michie    | 6. november 2010        | 6.90                   | Da Alice, en læge og Gaius' gamle kærlighed vender tilbage til Camelot, er han forelsket igen. Men hun bringer en Manticore med en plan om at dræbe Uther med gift fra sin skorpionshale. Merlin forsøger at advare Gaius, men han vil ikke lytte. |
| 36          | 10          | "Queen of Hearts"                       | Ashley Way      | Howard Overman | 13. november 2010       | 7.37                   | Morgana har visioner om at Gwen bliver kronet som dronning af Camelot. Morgause fortæller hende, at for at forhindre dette må hun finde en måde at splitte Gwen og Arthur. Først Morgana leder Uther til Arthur og Gwen som "dater", hvilket får kongen til at forvise Gwen fra Camelot. Hun bliver beskyldt for at være en troldmand takket være et bevis, som Morgana har plantet i Arthurs værelse. Merlin bruger en aldrende spil, ved at forklæde sig som den virkelige skyldige og redde Gwen. |
| 37          | 11          | "The Sorcerer's Shadow"                 | Ashley Way      | Julian Jones   | 20. november 2010       | 7.42                   | I en turnering på Camelot, sætter en ung mand kendt som Gilli, sine seværdigheder på sejr. Gilli bruger magi i turneringen for at øge sine chancer for sejr, og ved at gøre dette, begynder han at indse den sande styrke af sine beføjelser, og hvad han eventuelt kunne bruge dem til. |
| 38          | 12          | "The Coming of Arthur (Part 1)"         | Jeremy Webb     | Jake Michie    | 27. november 2010       | 7.12                   | Merlin og Arthur skal redde Cup of Life, før den ender i de forkerte hænder. Merlin fanger det, og de vender tilbage til Camelot, hvor koppen kommer i besiddelse af Morgause og Morgana. Senere er Morgana, Morgause og Uther, sammen med Merlin og Arthur i tronsalen, hvor Morgana afslører hendes sande jeg overfor Uther ved at true ham, for at få Morgana til at blive dronning af Camelot. Hun begynder så på terror og ondskab. |
| 39          | 13          | "The Coming of Arthur (Part 2)"         | Jeremy Webb     | Julian Jones   | 4. december 2010        | 7.67                   | Dronning Morgana tager Uther plads på tronen, mens Uther sidder forsvarsløs og alene på slottet. Gwen og Sir Leon er på flugt, og Arthur og hans venner planlægger et modangreb mod den nye dronning. |